# 워 앳 홈 (시트콤)
워 앳 홈(The War at Home)은 2005년 9월 11일부터 2007년 4월 22일까지 FOX에서 방영된 시트콤이다.

## 캐스트
- 마이클 라파포트 - David "Dave" Gold
- 애니타 바론 - Victoria "Vicky" Gold
- 카일 설리번 - Lawrence Alan "Larry" Gold
- 케일리 데퍼 - Hillary Gold
- 딘 콜린스 - Michael "Mike" Gold
- 라미 말렉 - Khaleel Nazeeh "Kenny" Al-Bahir